# Хатта (Об'єднані Арабські Емірати)
Хатта (араб. حتا) — внутрішній ексклав емірату Дубаї в Об'єднаних Арабських Еміратах, що лежить на самому кордоні з Оманом. Хатта відома як туристичний центр і своєю греблею, побудованою в 1990-ті роки.

## Географія
Він розташований на південному сході від основної території Дубай і близько в 134 км на схід від міста Дубай. Він знаходиться відносно високо в горах Хаджар. Він межує з Оманом на сході і півдні, з містом Аджман ексклавом Масфут на заході, і еміратом Рас-ель-Хайма на півночі.

## Історія
Раніше місцевість була відома як Хаджарайн. Хатта отримала свою незалежність під час правління Хашер бен Мактума, після того як Оманський Султан Турки бен Саїд передав територію, вважаючи що не здатний захистити її протиБураймі, які поселилися по сусідству із Масфут (тепер це частина емірату Аджман). The village was still called Hajarain as recently as 1906.
Стара частина поселення Хатта містить дві видатні військові вежі XVIII століття і мечеть Джума, яка була побудована в 1780 і є найдавнішою спорудою в Хатта. Було відновлено традиційне джерело води через систему кяриз.
З тих пір, оскільки місце розташоване в горах, це стало місцем літнього відпочинку жителів Дубаї, яке дозволяє втекти від спеки і вологості узбережжя.

## Галерея

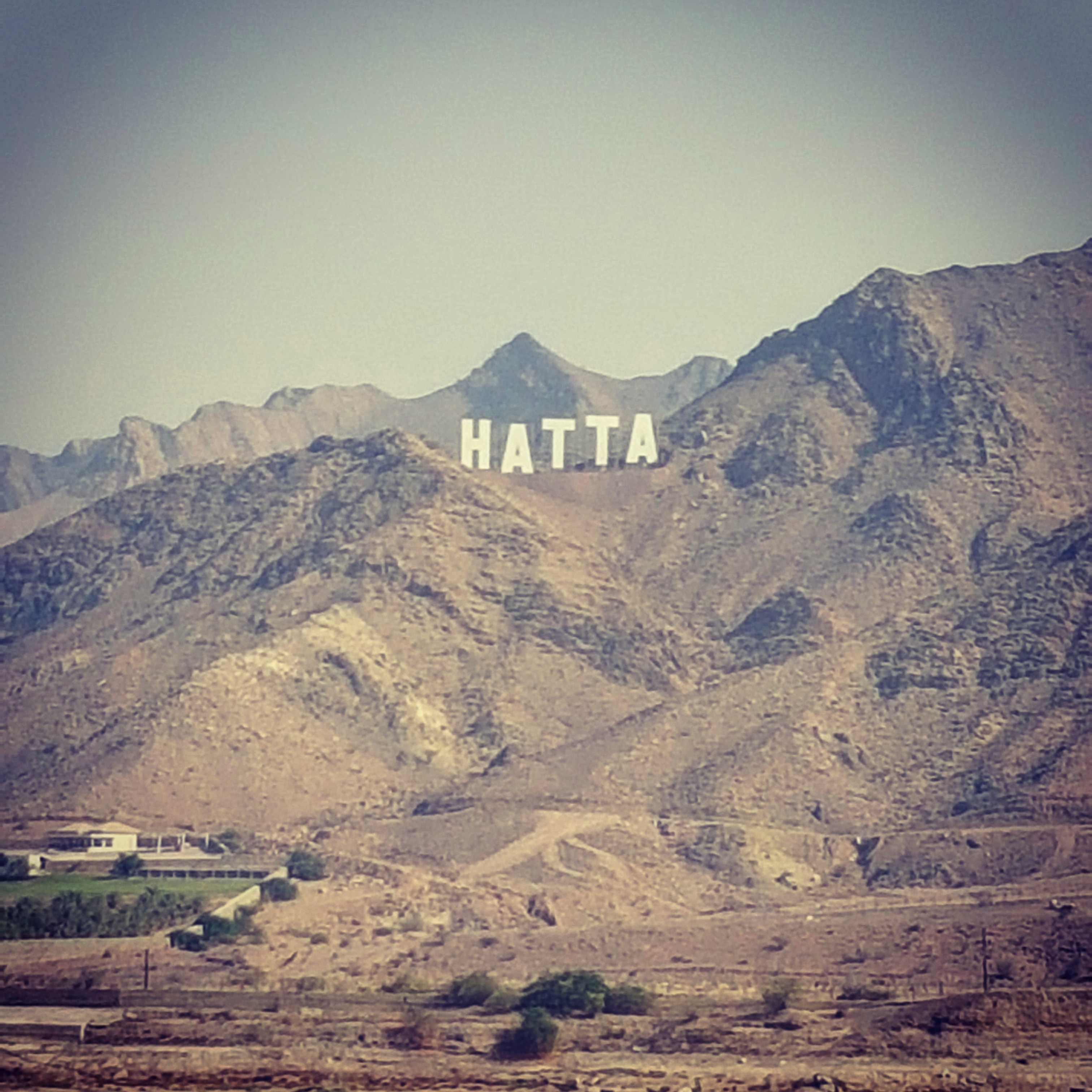
Знак у скелі біля Хатта
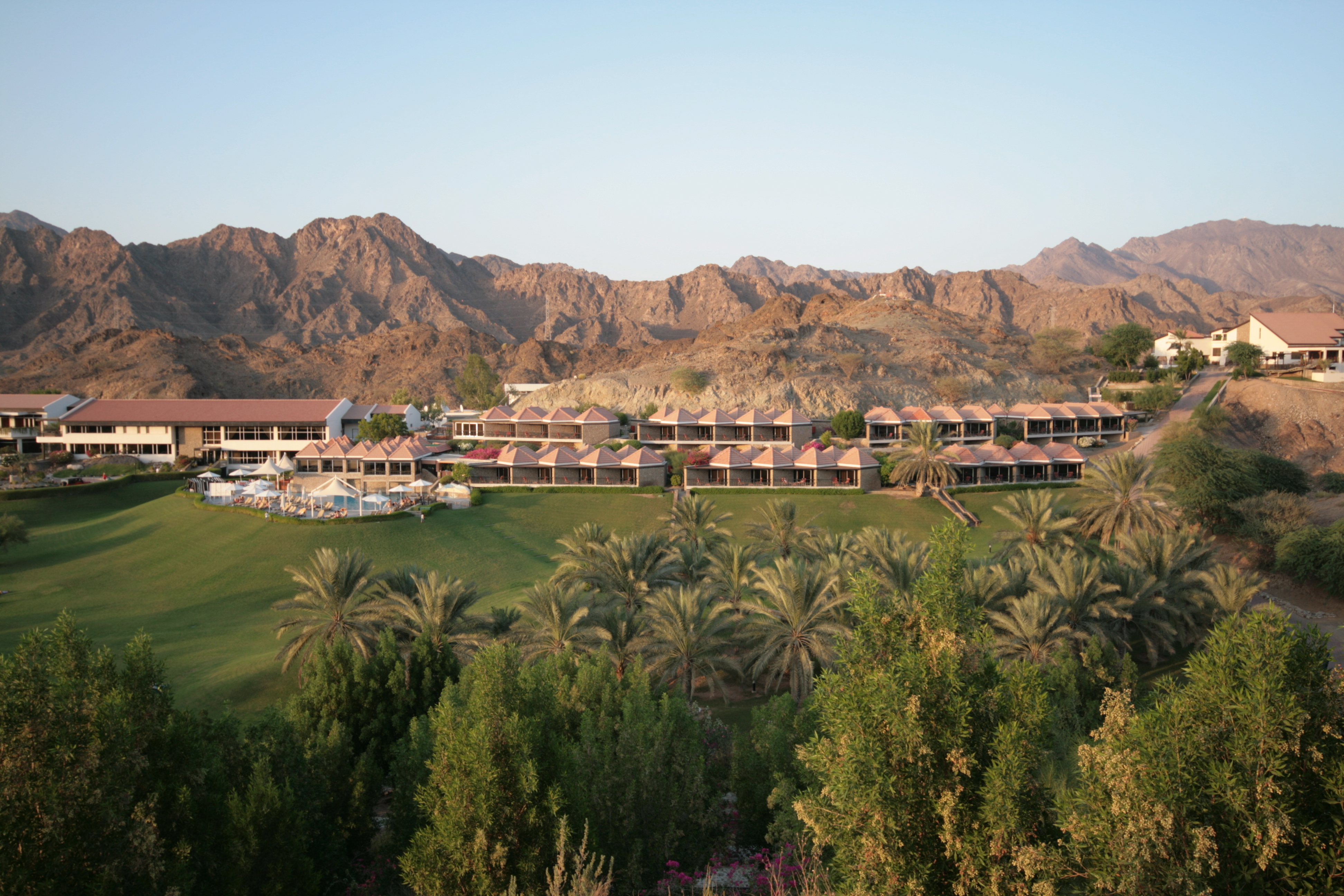
Готель у Хатта
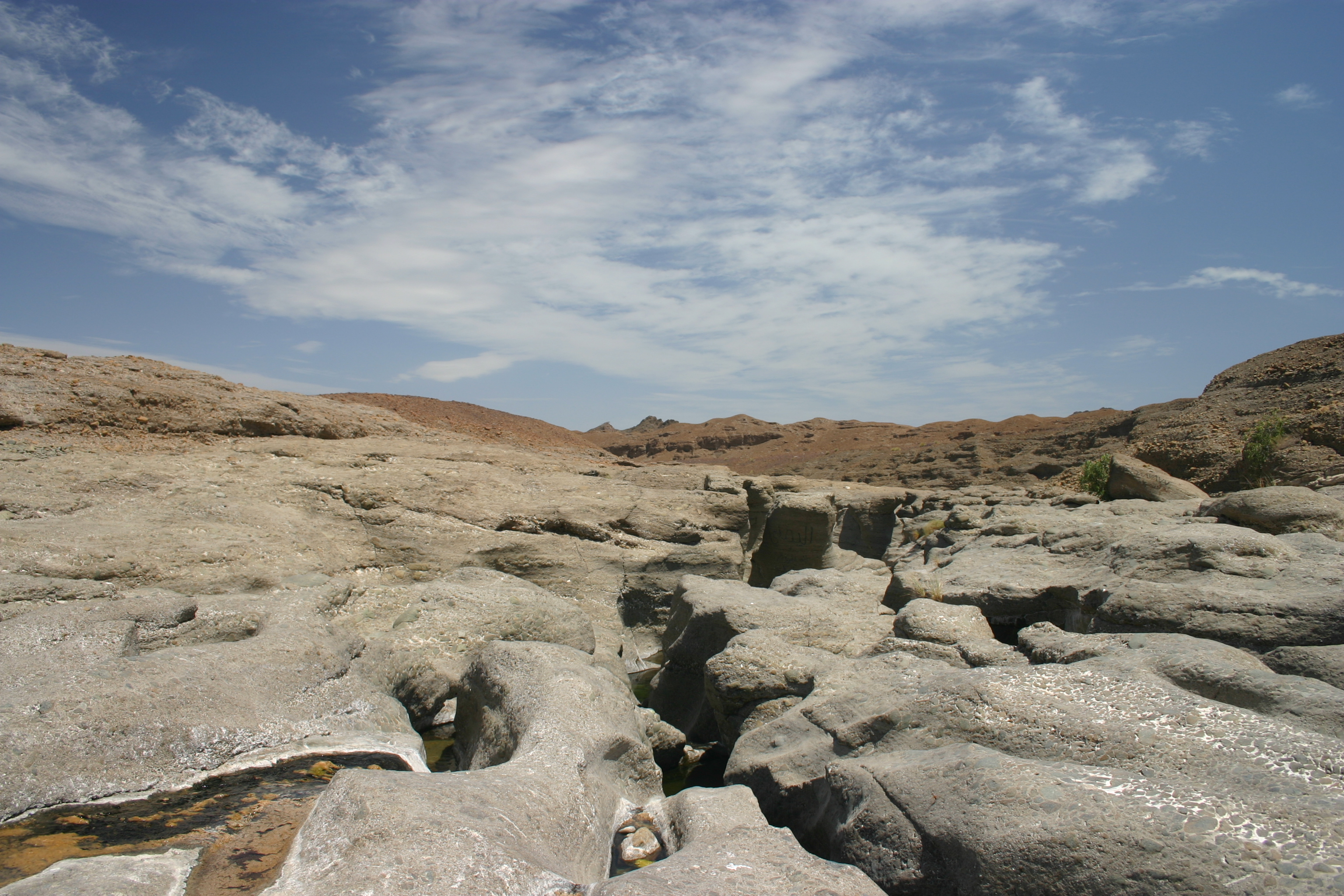
Джерела
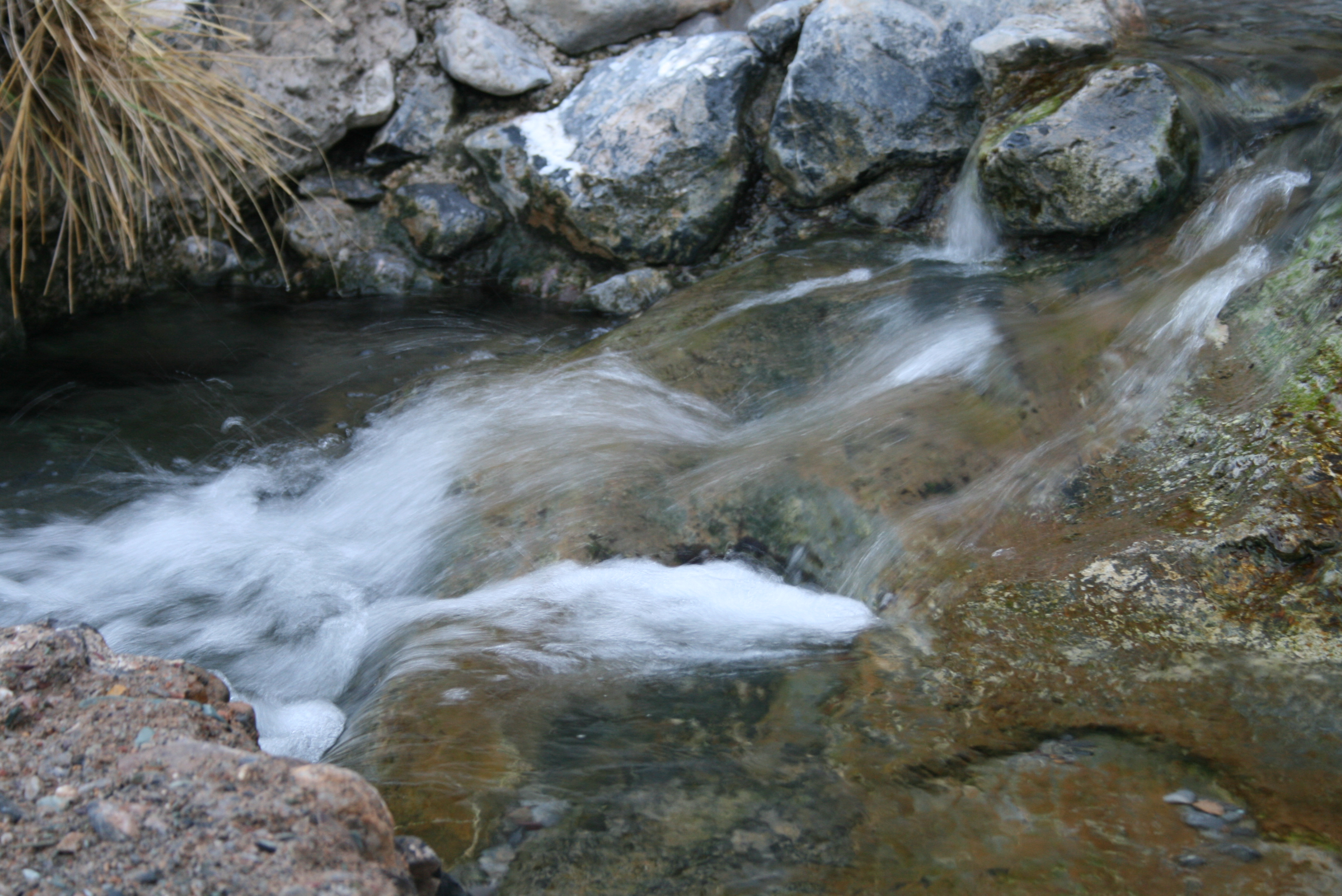
Джерельна вода
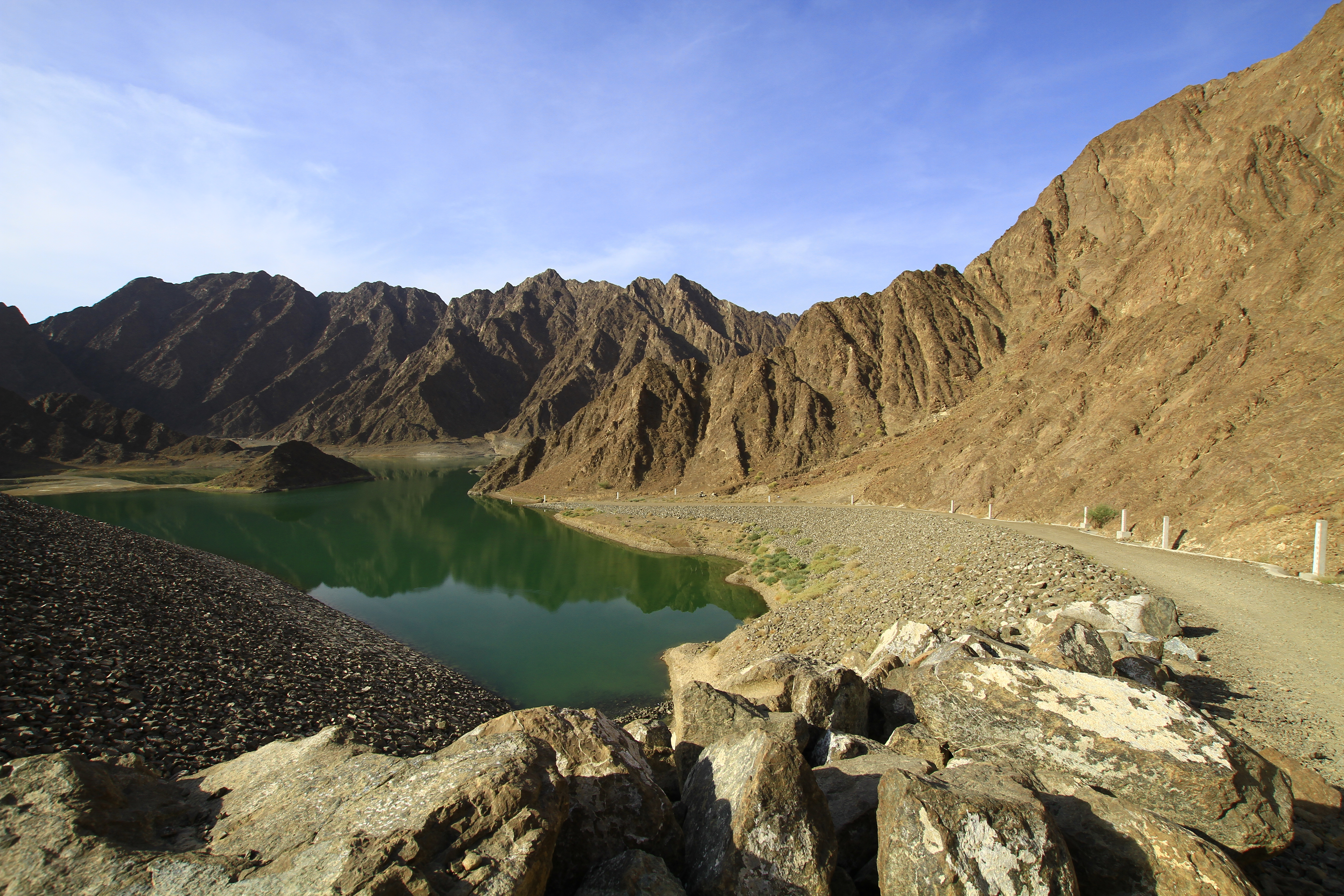
Запруда
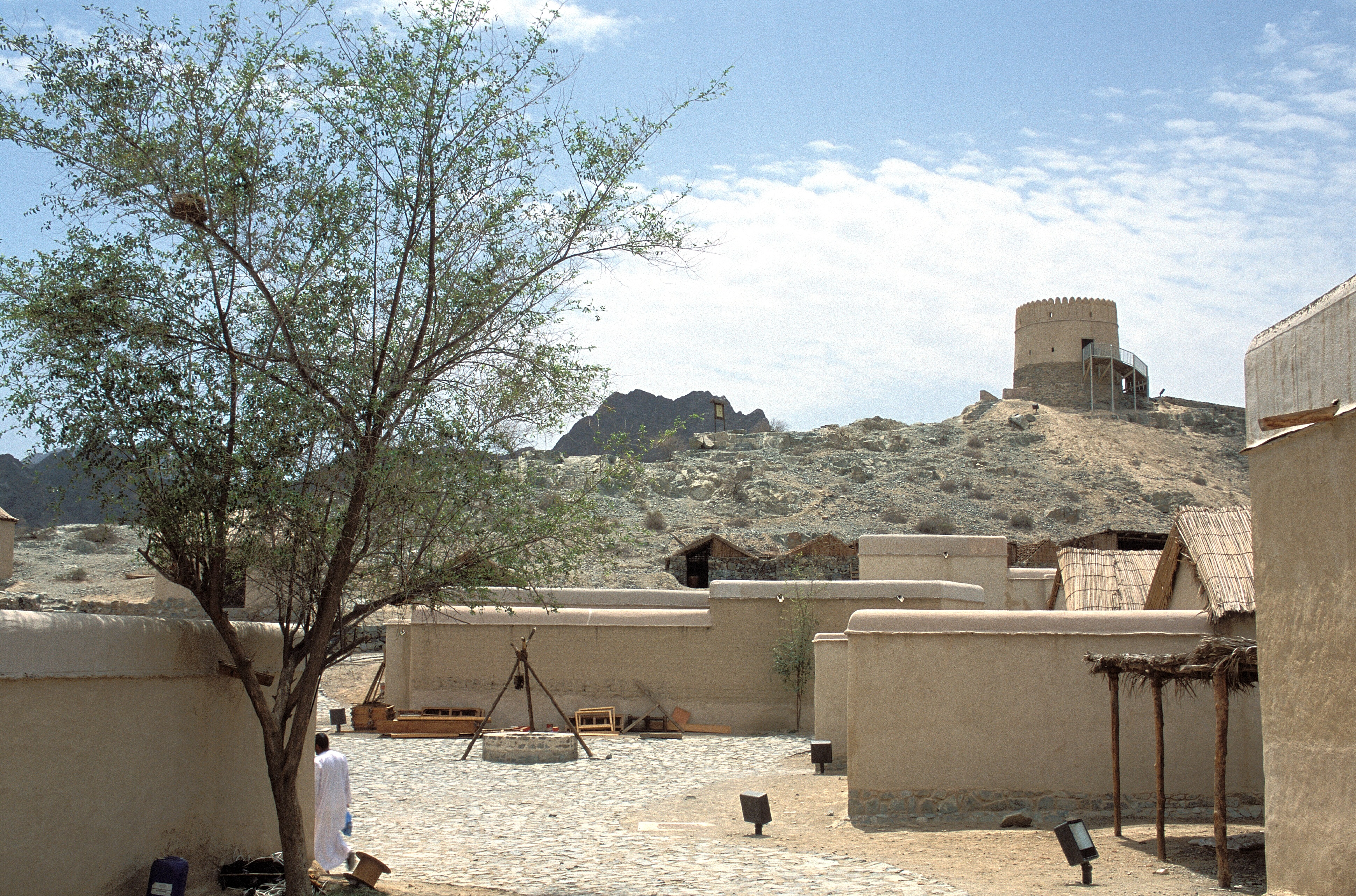
Традиційне селище Хатта
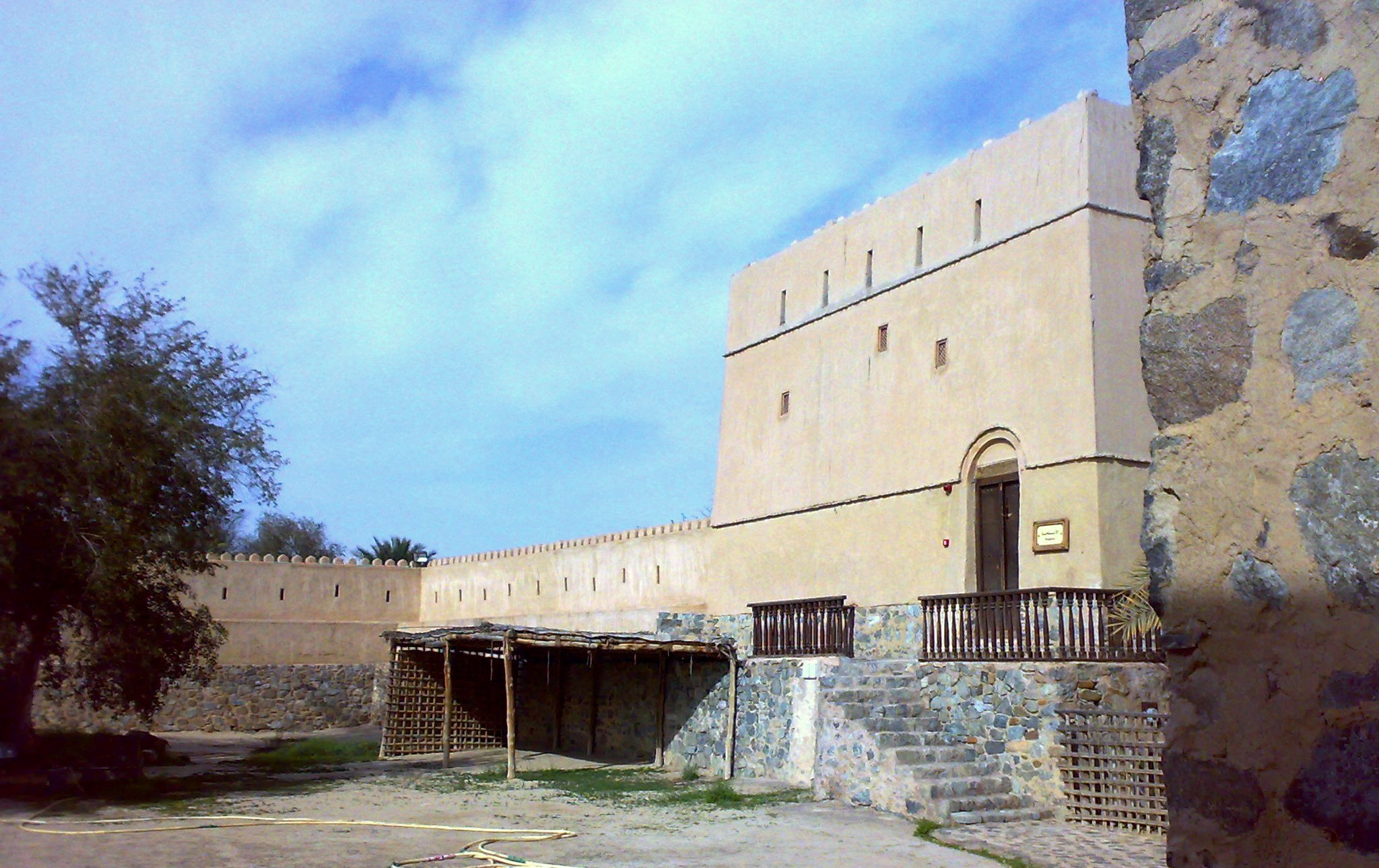
Форт Хатта